# Spilosoma walkeri
Spilosoma walkeri är en fjärilsart som beskrevs av Curtis 1825. Spilosoma walkeri ingår i släktet Spilosoma och familjen björnspinnare. Inga underarter finns listade i Catalogue of Life.